# Theodor Homann
Theodor „Theo“ Homann (* 28. April 1948 in Werne; † 12. April 2010, ebenda) war ein deutscher Fußballspieler. In der Bundesliga war der Mittelfeldspieler drei Jahre beim Wuppertaler SV aktiv.

## Karriere
Homann begann mit dem Fußballspielen in seiner Heimatstadt beim SSV Werne, einem Verein, dem bereits sein Vater angehörte. Theo Homann senior war Betreuer der A-Jugend-Mannschaft, mit der sein Sohn 1966 das Halbfinale des Westdeutschen Pokals erreichte. Er spielte in der Westfalenauswahl, wodurch höherklassige Vereine auf ihn aufmerksam wurden. Zur Saison 1968/69 ging Homann zum amtierenden Deutschen Meister 1. FC Nürnberg. Unter Trainer Max Merkel machte er 13 Spiele für den Club, kam jedoch in der Bundesliga nicht zum Einsatz. Nach dem Abstieg des Meisters wechselte Homann in die zweithöchste Spielklasse zum VfR Mannheim in die Regionalliga Süd. Hier spielte er zwei Jahre an der Seite von Dietmar Danner und Wolfgang Platz und war in 61 Ligaspielen mit fünf Toren aktiv; anschließend spielte er eineinhalb Saisons bei Westfalia Herne in der Regionalliga West, wo er sich mit dem Schlusstag der Hinrunde 1972/73 – Auswärtsspiel bei Rot-Weiss Essen am 17. Dezember 1972 – aus Herne nach 40 Regionalligaeinsätzen und neun Toren verabschiedete.
Von Herne aus schaffte Homann erneut den Sprung in die erste Liga. In der Winterpause der Saison 1972/73 erhielt er einen Vertrag beim Aufsteiger Wuppertaler SV. Hier kam er in Horst Buhtz’ erfolgreichem Team um Günter Pröpper, Manni Reichert, Jürgen Kohle und Heinz-Dieter Lömm in der Rückrunde am 18. Spieltag beim 1:1-Unentschieden in Kaiserslautern zu seinem ersten Bundesligaeinsatz. 14 Tage später erzielte er am 3. Februar 1973 beim 2:2 in Bochum sein erstes Tor; am 10. März schoss er als „Joker“ sieben Minuten nach der Einwechslung den Siegtreffer im Match bei Werder Bremen. Am Saisonende sicherte sich die Mannschaft als Tabellenvierter einen UEFA-Pokalplatz. Homann stand im Hinspiel gegen Ruch Chorzów in der Anfangsformation, wurde jedoch schon nach 13 Minuten ausgewechselt. Erst in der Rückrunde der Bundesliga stand er wieder in der Mannschaft. Am 1. Februar 1975 erlitt er im Spiel gegen Rot-Weiss Essen nach einem Foulspiel Werner Lorants Risse der Kreuzbänder und des Innenbandes. Nach 49 Spielen mit vier Toren war seine Bundesligakarriere beendet. Nach dem Abstieg des WSV versuchte er in der 2. Bundesliga Nord noch einmal, den Anschluss zu finden, kam jedoch in zwei Saisons nur noch zu sechs Kurzeinsätzen für Wuppertal und wurde letztlich Sportinvalide.

## Nach der aktiven Zeit
Homann war eine Zeitlang Spielertrainer beim SV Herbern, den er in die Landesliga führte. Der gelernte Schriftsetzer machte eine Umschulung zum Industriekaufmann und übernahm 1983 ein Sportfachgeschäft in seiner Heimatstadt Werne, das er bis zu seinem Tod führte. Er war verheiratet und hatte eine Tochter.